# Ctenopterella gabonensis
Ctenopterella gabonensis är en stensöteväxtart som beskrevs av Barbara S. Parris. Ctenopterella gabonensis ingår i släktet Ctenopterella och familjen Polypodiaceae. Inga underarter finns listade.